# 长裂苦苣菜
长裂苦苣菜（学名：Sonchus brachyotus）为菊科苦苣菜属的植物。分布于日本、俄罗斯、蒙古、远东以及中国大陆的陕西、山西、河北、内蒙古、吉林、山东、黑龙江等地，生长于海拔350米至5,260米的地区，多生于山坡草坡、河边或碱地，目前尚未由人工引种栽培。